# Acaudaleyrodes pauliani
Acaudaleyrodes pauliani là một loài côn trùng cánh nửa trong họ Aleyrodidae, phân họ Aleyrodinae.
Acaudaleyrodes pauliani được Takahashi miêu tả khoa học đầu tiên năm 1951.